# توهونگا

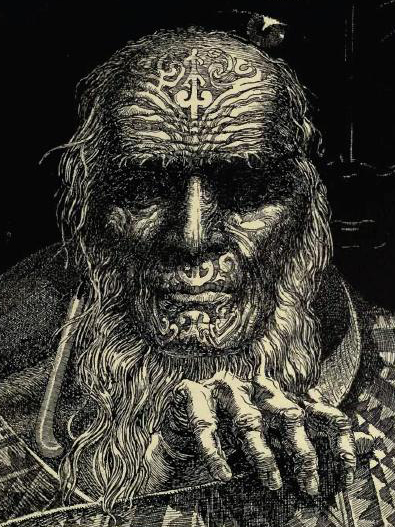
ماتاپو، یک توهونگای نابینا در ته توهونگا اثر ویلهم دیتمر، ۱۹۰۷

در فرهنگ مائوری‌های نیوزلند، توهونگا (زبان مائوری | tohunga) (توهوکا در گویش مائوری جنوبی) کاروَری متخصص در هر مهارت یا هنر، خواه مذهبی یا غیر مذهبی است. توهونگا شامل کشیشان متخصص، شفا دهنده‌ها، دریانوردان، مُنَبَّت کاران، سازندگان، معلمان و مشاوران است. یک توهونگا ممکن است رئیس یک خانواده (خانواده) نیز باشد، اما اغلب یک رانگاتیرا (رئیس) و یک اریکی (نجیب‌زاده) نیز بوده است. معادل و هم خانواده در فرهنگ هاوایی کاهوناو تاهوئا
(به تاهیتیایی: tahu'a) در تاهینی است.